# Klimmer (wielrennen)

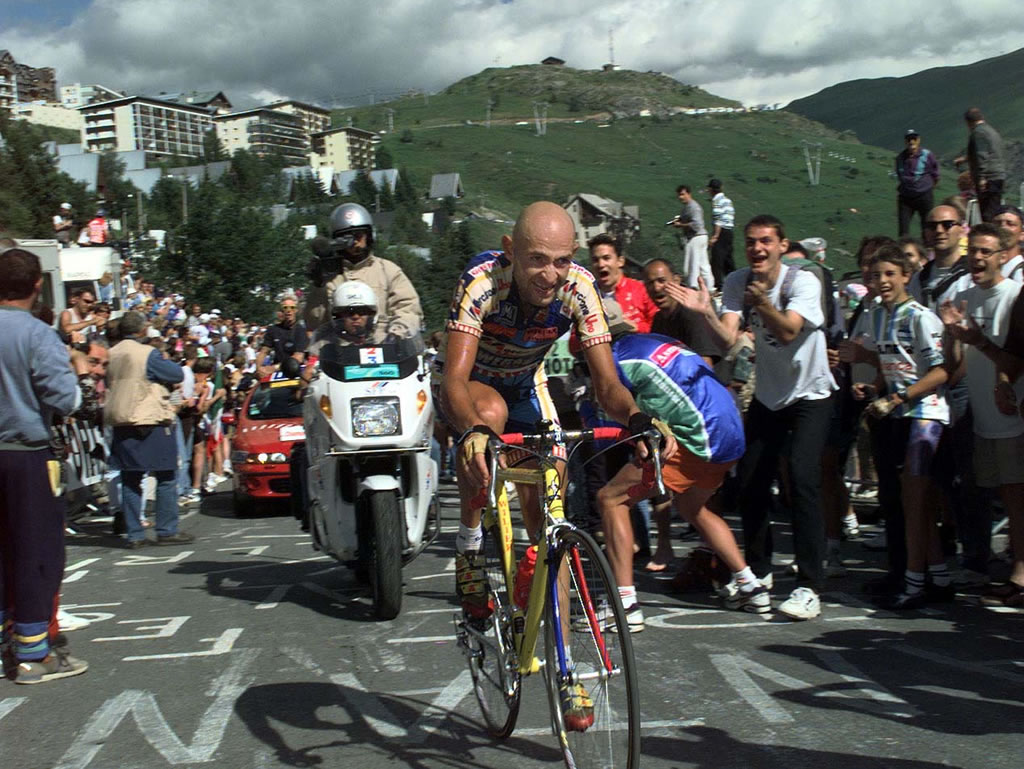
Marco Pantani tijdens een klim

Een klimmer is een wielrenner die goed is in het bergop rijden. Lichtgewichten die op souplesse snel een berg oprijden noemt men soms "berggeit". De meeste typische klimmers richten zich niet op het klassement in een meerdaagse wedstrijd, maar alleen op het bergklassement of een dagoverwinning in een bergrit. Voor echte klimmers is tijdrijden vaak een zwak punt. Hoewel er ook (kleinere) meerdaagse rondes zijn zonder tijdritten, moeten klassementsrenners in de Grote Rondes echter beide disciplines goed tot zeer goed beheersen.
Voorbeelden van typische klimmers:
- Federico Bahamontes
- Fernando Escartín
- José Manuel Fuente
- Robert Gesink
- Luis Herrera
- José María Jiménez
- Iban Mayo
- Marco Pantani
- Julio Alberto Pérez
- Leonardo Piepoli
- Michael Rasmussen
- Steven Rooks
- Andy Schleck
- Gert-Jan Theunisse
- Jurgen Van den Broeck
- Jelle Vanendert
- Lucien Van Impe
- Johan van der Velde
- Richard Virenque
- Peter Winnen

Sommige klassementsrenners worden ook wel als klimmers gezien, vanwege hun grote prestaties bergop:
- Lance Armstrong
- Alberto Contador

## Beste klimmer aller tijden
In een stemming van Climbbybike.com in 2007 werd Lucien Van Impe gekozen tot beste klimmer aller tijden, voor Marco Pantani, Féderico Bahamontes, Lance Armstrong en Richard Virenque.